# بيرلي ميتشيل
بيرلي ميتشيل (بالإنجليزية: Burley Mitchell)‏ هو محامي وقاضي أمريكي، ولد في 1940.